# Priesterseminar Passau
Das Bischöfliche Priesterseminar St. Stephan in Passau war bis Juli 2022 die Ausbildungsstätte des römisch-katholischen Bistums Passau für Priesteramtskandidaten, die keinem Orden angehören.
Die Priesterausbildung fand ergänzend zum Studium der Katholischen Theologie statt und sollte Bereiche der priesterlichen Ausbildung sicherstellen, die nicht Inhalt wissenschaftlicher Theologie sind.

## Geschichte
Bischof Leopold Wilhelm von Österreich gründete 1638 in Passau ein Priesterseminar. Dieses wurde durch die Säkularisation in Bayern aufgelöst. 1828 gründete Bischof Karl Joseph von Riccabona das heutige Priesterseminar St. Stephan am Domplatz. 1906 wurde der alte Kanonikatshof erweitert. In Erwartung des konziliaren Aufschwungs entstand Ende der 1960er Jahre ein Neubau. 1988 wurde die Seminarkirche neugestaltet.

## Aktuelle Lage
Das Priesterseminar befand sich in zwei Gebäuden. Im barocken Gebäude war das eigentliche Priesterseminar, in dem auch die Seminaristen wohnten. Der Neubau ist zum Teil an die örtliche Liga Bank, das Bischöfliche Ordinariat sowie Privatpersonen, meist Studenten oder Auszubildende, vermietet.
Zu Beginn des Jahres 2007 wurde beschlossen, dass die Theologische Fakultät der Universität Passau mangels Studenten für zehn Jahre ruhen soll. Die Priesteramtskandidaten des Bistums Passau lebten daher seit dem Wintersemester 2007 im Priesterseminar Regensburg und studierten an der Universität Regensburg.
Im Zuge des im Jahre 2008 für den Bereich der Bayerischen Bischofskonferenz verpflichtend eingeführten Theologischen Propädeutikums waren am 22. September 2008 zum ersten Mal 26 Seminaristen aus den 4 südbayerischen Diözesen (Passau 2, Regensburg 6, München und Freising 7, Augsburg 11) im Priesterseminar zu Passau eingezogen. Sie wurden dort intensiv auf das Theologiestudium, vor allem auf die Sprachen Latein, Bibelgriechisch und Hebräisch, vorbereitet. Auch eine fünfwöchige Bibelschule in Israel umfasste diese Ausbildung.
Im Juli 2022 wurde das Priesterseminar in Passau ganz geschlossen, das Propädeutikum nach Regensburg verlegt. Nur noch der Pastoralkurs findet im Bistum statt.